# Konfiskata
Konfiskata (z łac. confiscatio 'umieszczenie w skarbie' od confiscare 'składać w koszu a. worku na pieniądze' od com- 'współ-' i fiscus 'kosz lub worek na pieniądze; skarb') – przymusowe wywłaszczenie na rzecz państwa całości lub części majątku osoby fizycznej, bez prawa do odszkodowania. Konfiskatę należy odróżnić od rekwizycji (wywłaszczenia z prawem do odszkodowania) i sekwestru (przymusowego zajęcia bez rozstrzygnięcia o prawie własności).
W polskim systemie prawa do roku 1990 konfiskata mienia należała do katalogu tzw. kar dodatkowych, orzekanych w przypadku skazania za zbrodnie przeciwko podstawowym interesom politycznym lub gospodarczym państwa, zagarnięcie mienia społecznego znacznej wartości lub inną zbrodnię dokonaną z chęci zysku.
Konfiskata mienia została zniesiona nowelizacją Kodeksu karnego z dnia 23 lutego 1990 roku (Dz.U. z 1990 r. nr 14, poz. 84), przywrócona w 1998 pod zmienioną nazwą „przepadek osiągniętych korzyści majątkowych” (pochodzących chociażby pośrednio z przestępstwa), oraz znacznie rozszerzona w  2017 r.